# Гороховка (Слуцкий район)
Гороховка (бел. Гаро́хаўка) — деревня в Бокшицком сельсовете Слуцкого района Минской области Республики Беларусь.

## География
Расстояние от села Гороховка до города Слуцка составляет 9 километров, а по трассе Слуцк — Минск расстояние составляет 12 километров.
Расстояние от села Гороховка до города Минска составляет 89 километров, а по трассе Слуцк — Минск 101 километр.

## История
Деревня была основана после ВОВ. После развала СССР Гороховка стала частью независимой Беларуси.
До 10 мая 1960 года деревня входила в состав Весейского сельсовета.

## Население
По данным переписи населения Беларуси за 2009 год население деревни Гороховка Слуцкого района составляет 28 человек.

## Инфраструктура
- Несколько местных бань.